# 신용남
신용남(慎鏞南, 1917년 2월 8일 ~ 2013년 1월 22일)은 대한민국 정치인으로, 제3공화국에서 제7대 국회의원을 역임하였다. 본관은 거창이며, 전라북도 고창군 출생이다.

## 학력
- 도쿄중앙대학교 법학부과 졸업

## 약력
- 고창군 흥덕면 사천리 출신
- 법무부 형사법 및 교화보건과장
- 호남비료 한일은행 고문
- 대한민국항공사 취체역사장
- (주)전주문화방송 회장
- 삼성중앙 개발주식회사 이사(안양 컨트리클럽거당)
- (사)서울컨트리클럽 이사
- 한국골프협회 고문
- 대한노인회 종로지회 명예회장
- 대한교육보검주식회사 고문
- 삼신합동주식회사 고문

## 역대 선거 결과
|  | 56.68% |

|  | 55.9% |

## 참고 자료
- 신용남 - 대한민국헌정회